# (47843) Maxson
(47843) Maxson es un asteroide perteneciente al cinturón de asteroides, descubierto el 11 de marzo de 2000 por el equipo del Catalina Sky Survey situado en la sierra de Santa Catalina, Arizona, Estados Unidos.

## Designación y nombre
Designado provisionalmente como 2000 EC123. Fue nombrado por Paul Maxson (nacido en 1951) quien se desempeñó como Coordinador Asistente de la Sección Solar de la Asociación de Observadores Lunares y Planetarios (ALPO) y luego como Coordinador en las décadas de 1980 y 1990. En 2014 recibió el Premio Walter Haas Observer de la ALPO por su astrofotografía solar y planetaria de alta calidad.

## Características orbitales
Maxson está situado a una distancia media del Sol de 2,646 ua, pudiendo alejarse hasta 3,249 ua y acercarse hasta 2,043 ua. Su excentricidad es 0,228 y la inclinación orbital 14,550 grados. Emplea 1571,88 días en completar una órbita alrededor del Sol.
Pertenece a la familia de asteroides de (221) Eos.

## Características físicas
La magnitud absoluta de Maxson es 15,76. Tiene 12,361 km de diámetro. Su albedo se estima en 0,067.